# Bernardo de Hoyos
Bernardo Francisco de Hoyos y de Seña S.J. (21 d'agost de 1711, Torrelobatón, Valladolid - † 29 de novembre de 1735, Valladolid) fou un jesuïta, primer i principal apòstol a Espanya de la devoció al Sagrat Cor de Jesús. Fou beatificat per l'Església el 18 d'abril del 2010.

## Biografia
La seva família procedia d'Hoyos, i el seu pare era secretari de l'ajuntament de Torrelobatón, a la província de Valladolid, però aleshores pertanyia a la diòcesi de Palència. Fou batejat amb el nom del sant celebrat el 20 d'agost (Sant Bernardo de Claraval) i amb el de Sant Francesc Xavier, de qui hi havia una talla de fusta a la parròquia del seu poble.
Estudià als col·legis jesuïtes de Medina del Campo i Villagarcía de Campos, fou admès al noviciat, recomanat pel pare Félix de Vargas, l'11 de juliol del 1726, sense haver fet quinze anys. Va emetre els vots simples amb disset anys. Després estudià filosofia al col·legi de Sant Pere i Sant Pau de Medina del Campo, avui parròquia de Santiago el Real, i el 1731 passà a estudiar teologia al col·legi Sant Ambrosi de Valladolid, actual Santuari Nacional de la Gran Promesa. Allà conegué el culte al Cor de Jesús i tingué les experiències místiques que el portaren a la seva difusió per tot Espanya.
Sense haver començat el quart curs de teologia ni arribat a l'edat necessària per ser sacerdot, els seus superiors demanaren una dispensa especial, amb la qual pogué ser ordenat prevere el 2 de gener del 1735. Quatre dies després va celebrar la seva primera missa al col·legi de Sant Ignasi de Valladolid, avui església de Sant Miquel i Sant Julià, al qual es traslladà l'agost del mateix any. Poques setmanes després va emmalaltir de tifus, agreujant-se'n l'estat i finalment morí, amb vint-i-quatre anys.

## Beatificació
Malgrat el seu reconeixement en vida, les dificultats dels jesuïtes d'Espanya, que arribaren a llur expulsió el 1767, i la posterior manca de testimonis i investigacions contemporànies varen retardar l'inici del seu procés fins al 1895. El 1899 acabà la fase diocesana i es remeté la documentació a la Santa Seu, però allà només fou impulsada quan el 1930 la Sagrada Congregació de Ritus creà una secció històrica per a les causes que mancaven de testimonis contemporanis.
El 1961 fou aprovada la investigació històrica o positi, i el 12 de gener del 1996 el papa Joan Pau II llegí el decret que declarava heroiques les virtuts del des d'aleshores venerable Pare Hoyos. Finalment, el 2008, la Congregació per a les Causes dels Sants reconegué com a miraculosa i atribuïble a la seva intercessió la cura total de la jove Mercedes Cabezas, desnonada pels metges a causa del tifus i un greu tumor, que tingué lloc el 22 d'abril del 1936 a San Cristóbal de la Cuesta.
Amb tots els requisits complerts, el 16 de gener del 2009 el papa Benet XVI signà el decret que reconeixia el citat miracle i admetia la beatificació que, seguint els procediments en vigor, se celebrà a Valladolid, on es promogué la causa, el 18 d'abril del 2010, al passeig central del Campo Grande de Valladolid, i fou presidida per Mn. Angelo Amato, prefecte de la Congregació per a les Causes dels Sants, com a representant pontifici.